# Uso o tsuku shitai
Pour plus de détails, voir Fiche technique et Distribution.
Uso o tsuku shitai est un téléfilm japonais réalisé par Ryûichi Inomata, diffusé le 11 avril 2006 sur la NTV au Japon. Il est adapté du roman Le Train de 16 h 50 d'Agatha Christie.

## Fiche technique
- Titre original : Uso o tsuku shitai
- Réalisation : Ryûichi Inomata
- Scénario : Jêmusu Miki, d'après le roman Le Train de 16 h 50 d'Agatha Christie
- Société de distribution : Nippon Television (NTV) (Japon)
- Pays d’origine : Japon
- Langue originale : japonais
- Format : couleur
- Genre : Téléfilm policier
- Dates de sortie :
  -  Japon : 11 avril 2006

## Distribution
- Keiko Kishi : Junko Mabuchi
- Emi Hashino : Ruriko Urushibara
- Reona Hirota : Emi Kurabayashi
- Ikuji Nakamura : Seiji Kurabayashi
- Takayuki Takuma : Reizo Kurabayashi
- Hiromoto Ôkubo : Mitsuhiko Higashiyama
- Machiko Washio : Kida
- Makoto Nonomura : Kenjiro Inaba
- Shinshô Nakamaru : Sadao Jinbo
- Takashi Kobayashi : Lieutenant Konno
- Raita Ryû : Terutaka Kurabayashi
- Masaru Nagai : Shingo Doumoto
- Nana Kinomi : Erika Maki